# Xã Conway, Michigan
Xã Conway (tiếng Anh: Conway Township) là một xã thuộc quận Livingston, tiểu bang Michigan, Hoa Kỳ. Năm 2010, dân số của xã này là 3.546 người.